# Agoristenidae
Agoristenidae – rodzina pajęczaków z rzędu kosarzy i podrzędu Laniatores zawierająca około 78 opisanych gatunków.

## Opis
Przedstawiciele tej rodziny osiągają od 2 do 5 mm długości ciała. Ubarwione jest od żółtawgo do ciemnobrązowego. Niektóre gatunki posiadają żółte paski lub białe bądź zielone łaty.

## Występowanie
Rodzina neotropikalna. Podrodzina Agoristeninae jest endemiczna dla Wielkich Antyli, a pozostałe występują w Ameryce Południowej.

## Nazwa
Nazwa rodzajowa Agoristenus pochodzi od starogreckich słów agora oznaczającego spotykać i stenos oznaczającego niewielu i nawiązuje do rzadkości rodziny w chwili jej odkrycia.

## Systematyka
Rodzina zawiera około 78 opisanych gatunków w 26 rodzajach oraz podzielona jest na 3 podrodziny:
Podrodzina: Agoristeninae Silhavy, 1973
- Rodzaj: Agoristenus Silhavy, 1973
- Rodzaj: Ahotta Silhavy, 1973
- Rodzaj: Calmotrinus Silhavy, 1973
- Rodzaj: Dumitrescuella Avram, 1977
- Rodzaj: Haitimera Silhavy, 1973
- Rodzaj: Lichirtes Silhavy, 1973
- Rodzaj: Meriosfera Silhavy, 1973
- Rodzaj: Orghidaniella Avram, 1977
- Rodzaj: Piratrinus Silhavy, 1973
- Rodzaj: Torreana Avram, 1977
- Rodzaj: Vampyrostenus Silhavy, 1976
- Rodzaj: Yunquenus Silhavy, 1973

Podrodzina: Globibuninae Kury, 2012
- Rodzaj: Globibunus Roewer, 1912
- Rodzaj: Rivetinus Roewer, 1914
- Rodzaj: Sabanilla Roewer, 1913

Podrodzina: Leiosteninae Silhavy, 1973
- Rodzaj: Andrescava Roewer, 1957
- Rodzaj: Avima Roewer, 1949 (contra Trinella Goodnight & Goodnight, 1947)
- Rodzaj: Barinas González-Sponga, 1987 (= Vimina)
- Rodzaj: Barlovento González-Sponga, 1987
- Rodzaj: Leptostygnus Mello-Leitão, 1940
- Rodzaj: Muscopilio Villarreal & García, 2021
- Rodzaj: Nemastygnus Roewer, 1929
- Rodzaj: Ocoita González-Sponga, 1987
- Rodzaj: Paravima Caporiacco, 1951
- Rodzaj: Taulisa Roewer, 1956
- Rodzaj: Vima Hirst, 1912

Indet.
- Rodzaj: Micrisaeus Roewer, 1957
  - Micrisaeus gracillimus Roewer, 1957

Wyłączony: Poprzednio Zamorinae Kury, 1997
Zobacz w Gonyleptoidea Insertae sedis
- Rodzaj: Palcabius Roewer, 1956
  - Palcabius palpalis Roewer, 1956

- Rodzaj: Ramonus Roewer, 1956
  - Ramonus conifrons Roewer, 1956

Zobacz w Nomoclastidae: Zamorinae
- Rodzaj: Zamora Roewer, 1927
  - Zamora granulata Roewer, 1927